# Federica Citarella
Federica Citarella (Vico Equense, 11 giugno 1987) è un'attrice italiana.

## Biografia
Federica Citarella è nata a Vico Equense ma è cresciuta a Castellammare di Stabia. Sin dal 1992 studia danza classica e poi danza moderna e recitazione. Nel 2006 consegue la maturità scientifica.
Nel 1999 debutta su Rai 1, partecipando al primo episodio della miniserie TV Lui e lei 2, regia di Elisabetta Lodoli, con Vittoria Belvedere e Enrico Mutti. L'anno seguente ritorna su Rai 1 con la miniserie in due puntate, Il rumore dei ricordi, in cui ha il ruolo di Carlotta, figlia della protagonista, interpretata da Elena Sofia Ricci.
Nelle due stagioni di Sei forte, maestro (2000-2001) ha il ruolo di Sabrina Ricci, figlia del maestro, interpretato da Emilio Solfrizzi. Nel 2001 debutta nel cinema con il film CQ, regia di Roman Coppola, mentre nel 2003 fa parte del cast della miniserie Casa famiglia 2 e gira la miniserie TV in 4 puntate La tassista, trasmessa da Rai 1 nel 2004; nello stesso anno entra con il ruolo di Raffaella Zerbi detta "Raffa" nel cast della sitcom di Canale 5, Il mammo.
Dal 2006 al 2008 interpreta il ruolo di Caterina Morri nella serie TV Carabinieri. Nel 2010 ha la sua seconda esperienza in teatro con lo spettacolo L'era digitale, recitando al Teatro Augusteo di Napoli con il trio napoletano I Ditelo voi; nello stesso anno gira Fratelli Detective, la serie TV (proseguimento dell'omonimo film TV) trasmessa da Canale 5, l'anno successivo, per la regia di Rossella Izzo. Nel 2011 partecipa allo spettacolo teatrale L'oro di Napoli. Torna in televisione nel 2025 nella serie TV Le onde del passato.

## Filmografia

### Cinema
- CQ, regia di Roman Coppola (2001)
- Teresa Manganiello, sui passi dell'amore, regia di Pino Tordiglione (2012)[3]

### Televisione
- Lui e lei – serie TV, episodio 2x01 (1999)
- Il rumore dei ricordi, regia di Paolo Poeti – miniserie TV (2000)
- Sei forte, maestro – serie TV (2000-2001)
- Casa famiglia – serie TV (2003)
- La tassista, regia di José María Sánchez – miniserie TV (2004)
- Il mammo, regia di Maurizio Simonetti e Claudio Risi – sitcom (2004-2007)
- Rocco, regia di Nicolò Bongiorno – film TV (2004)
- Carabinieri – serie TV (2006-2008)
- Provaci ancora prof! – serie TV, episodio 3x03 (2008)
- Fratelli Detective – serie TV, episodio 12 (2011)
- Un passo dal cielo – serie TV, episodio 1x08 (2011)
- Le onde del passato – serie TV (2025)

### Cortometraggi
- I fiori del silenzio, scritto e diretto da Max Losito (2004)

### Altre esperienze
- Capri Art Film Festival (2010) – presentatrice

## Teatro
- Padroni di barche, regia di Armando Pugliese (2009)
- L'era digitale, regia di Gianluca Ansanelli. Teatro Augusteo di Napoli (2010)
- L'oro di Napoli, regia di Armando Pugliese (2011)